# Believe Your Smile
「Believe Your Smile」（ビリーブ・ユア・スマイル）は、V6の12枚目のシングル。1999年3月31日にavex traxから発売された。

## 解説
- 略称は「ビリスマ」。
- グループ8作目のオリコンシングルチャート1位を獲得。
- また、この曲がオープニング主題歌のドラマ『あぶない放課後』に主演している、渋谷すばる（元関ジャニ∞、当時ジャニーズJr.）、二宮和也（嵐）がJr.ステージでセンターに立ってカバー歌唱していた。ドラマオープニングでは渋谷のみ歌唱している。
- V6としてゲスト出演したNHK「第50回NHK紅白歌合戦」でサビのみ歌唱した。
- 全員のソロパートは存在しないが一部歌番組やコンサートでは坂本、井ノ原、森田がソロパートを歌っている
- カップリングの「OPEN THE GATE」はMIKI HOUSEのタイアップとして使用されたが、CMでは20th Centuryは出演しておらずComing Centuryと少年3人がサビに合わせてダンスするというものだった。

## 収録曲
1. Believe Your Smile [5:25]
作詞：菊池一仁・六ツ見純代
作曲：菊池一仁
編曲：上野圭市
  - 二宮和也・渋谷すばる主演 テレビ朝日系ドラマ『あぶない放課後』主題歌
  - テレビ東京系『有吉ぃぃeeeee!そうだ!今からお前んチでゲームしない?』2021年11月度エンディングテーマ

46thシングル「Beautiful World」カップリング「by your side」はこの曲のアンサーソングである。
2. OPEN THE GATE [5:07] - 20th Century
作詞：山本成美
作曲：中西圭三・小西貴雄
編曲：小西貴雄

•フジテレビ系『第30回春の高校バレー』イメージソング
•Coming Century出演「MIKI HOUSE」CMソング
3. Believe Your Smile（カラオケ）
4. OPEN THE GATE（カラオケ）

## 収録アルバム
- 『"LUCKY" 20th Century, Coming Century to be continued...』（#1, 2）
  - #1はアルバムバージョンを収録。
  - #2はメドレーの1曲として収録。
- 『"HAPPY" Coming Century, 20th Century Forever』（初回限定盤）（#1）
  - メドレーの1曲として収録。
- 『Very best』（#1）
- 『Replay〜Best of 20th Century〜』（スペシャル盤）（#2）
- 『SUPER Very best』（#1）

## 映像作品
- Film V6 act III-CLIPS and more-（#1）
- VERY HAPPY!!!（#1）
- LIV6（#1）
- 10th Anniversary CONCERT TOUR 2005 "musicmind"（#1）
- V6 LIVE TOUR 2007 Voyager -僕と僕らのあしたへ-（#1）
- 20th Century LIVE TOUR 2008 オレじゃなきゃ、キミじゃなきゃ（#2）
- V6 LIVE TOUR 2008 VIBES（#1）
- V6 ASIA TOUR 2010 in JAPAN READY?（#1）
- V6 LIVE TOUR 2013 “Oh! My! Goodness!” （#1）
- V6 LIVE TOUR 2015 -SINCE 1995〜FOREVER- （#1）
- The ONES （初回生産限定盤B #1）
- LIVE TOUR 2017 The ONES（#1）
- LIVE TOUR V6 groove（#1）